# Фахрутдинов, Вакиф Шайхнурович
Вакиф Шайхнурович Фахрутдинов (р. 18 ноября 1952 года, Чистополь - 9 мая 2016 года, Москва) — помощник депутата Государственной Думы РФ с 1994 года, бывший народный депутат РСФСР.
Работал участковым медбратом поликлиники. В 1975 году вступил в КПСС. С 1975 по 1977 год был инструктором, заведующим орготделом Чистопольского горкома ВЛКСМ. В 1977-1981 — слесарь, инженер по технике безопасности автобазы Минздрава Удмуртской АССР. В 1981-1990 — модельщик Казанского электротехнического завода ТПО «Свияга».
Избирался народным заседателем Вахитовского районного народного суда г. Казани. В 1989 году вышел из КПСС. В 1990-1993 — народный депутат РФ, был членом Комитета Верховного Совета РФ по вопросам законности, правопорядка и борьбы с преступностью, участвовал в работе фракций «Беспартийные депутаты» и «Демократическая Россия», был координатором депутатской фракции «Родина», членом Совета Республики Верховного Совета СССР в составе делегации РСФСР (1990). 12 июня 1990 года был одним из народных депутатов, проголосовавших против принятия Декларации о государственном суверенитете РСФСР. 1992—1993 — член Комиссии по вопросам гражданства при Президенте РФ. В марте и сентябре 1993 года голосовал за отрешение Ельцина от власти, был защитником Дома Советов России.
С 1994 года — помощник депутата Государственной думы.
Скончался 9 мая 2016 года в городе Москва после продолжительной болезни.